# Primeiro Comando da Capital
Primeiro Comando da Capital (vaak afgekort tot PCC, ook bekend als 15.3.3, wat staat voor dezelfde afkorting, maar dan als nummer in het alfabet) is een Braziliaanse criminele organisatie die wordt geleid vanuit gevangenissen in São Paulo. De organisatie is begin jaren negentig ontstaan binnen de muren van de gevangenis in Taubaté en wordt verantwoordelijk gehouden voor gevangenisuitbraken en -opstanden, drugshandel en gewelddadige overvallen. Acties van de PCC worden veelal georganiseerd door Marcos William Herbas Camacho, die beter bekendstaat als Marcola.

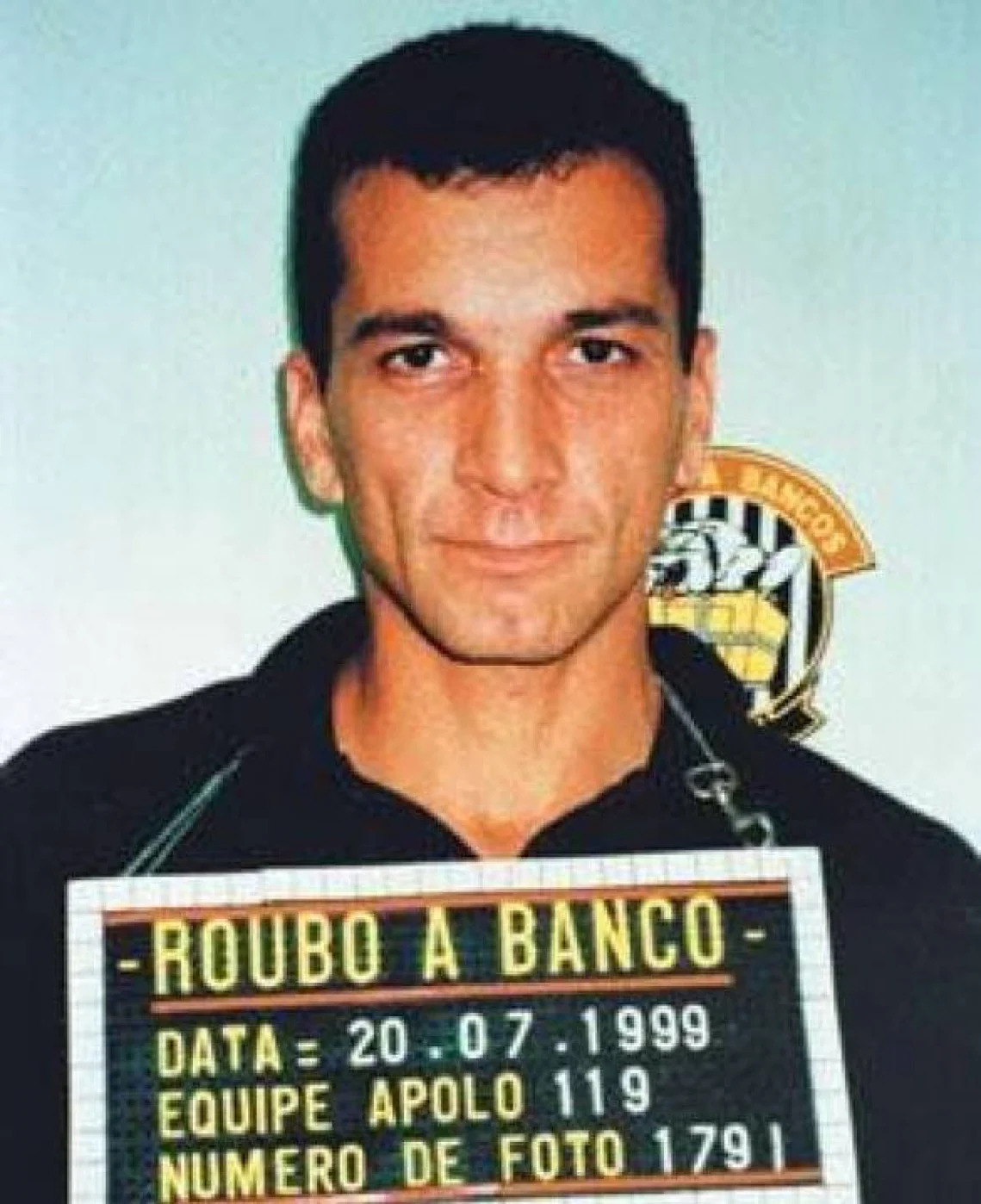
Mug shot van Marcola

Begin mei 2006 probeerde de overheid Marcola te isoleren van zijn handlangers bij de PCC door hem te verplaatsen naar een andere gevangenis. Hierdoor braken er aanvallen uit tegen de politie die minstens 30 mensen het leven kostte, waarvan 23 politieagenten. Deze aanvallen duurde 4 dagen en zorgde voor een ware 'shutdown' van São Paulo het werd bekend als de "Crimes de Maio".
In 2017 pleegde de PCC een bankoverval in Paraguay, welke 8 miljoen dollar opleverde. Bij deze overval werd gebruik gemaakt van speedboten en vuurwapens van militaire kwaliteit.